# Silfver
Silfver är en svensk folkmusikgrupp bestående av Pelle Björnlert (fiol), Johan Hedin (nyckelharpa), Nora Roll (viola da gamba) och Sven Åberg (luta).

## Biografi
Björnlert och Hedin hade sedan tidigare samarbetat, bland annat på 2006 års album Musikanter, polskor och andanter, medan samarbetet med Roll och Åberg var nytt för denna konstellation.
Gruppnamnet är hämtat från Carl Michael Bellmans epistel no. 2:  ”Sätt dej du på stolen, Och stryk din Silfversträng”.
2012 släppte gruppen debutalbumet Silfver. Skivan firades med ett releaseparty på Stallet i Stockholm den 11 maj samma år. Den 24 oktober spelade gruppen återigen i samma lokal, en konsert som sändes av Sveriges Radio.
Gruppens repertoar är hämtad från tidiga notböcker, till exempel låtar av Sven Donat, Pelle Fors, Gustaf Blidström med flera. Gruppen blandar traditionell folkmusik med barockmusik.
Silfver var nominerade till Manifestgalan 2013 i kategorin folkmusik. Priset gick emellertid i stället till Ale Möller Band.

## Diskografi
- 2012 – Silfver

### Fotnoter
1. ↑  Norling, Sara (20 juni 2012). ”Silfver”. Dagens Nyheter. http://www.dn.se/kultur-noje/skivrecensioner/silfver-silfver. Läst 28 juni 2012.
2. 1 2 3  Wåhlberg, Gunder. ”Silfver”. Lira. http://www.lira.se/article.asp?articleId=5871. Läst 17 maj 2012.[död länk]
3. ↑  ”Världens liv”. Sveriges Radio. http://sverigesradio.se/sida/artikel.aspx?programid=2406&artikel=5309907. Läst 14 februari 2013.
4. ↑  ”Manifestgalan 2013”. Manifestgalan. Arkiverad från originalet den 30 januari 2013. https://web.archive.org/web/20130130204544/http://manifestgalan.se/manifestgalan-2013/nominerade-2013/. Läst 24 januari 2013.
5. ↑  TT Spektra (8 februari 2013). ”Här är alla vinnarna på Manifestgalan 2013”. Expressen. http://www.expressen.se/noje/har-ar-alla-vinnarna-pa-manifestgalan-2013/. Läst 14 februari 2013.